# Rafał Królikowski
Rafał Królikowski (sinh ngày 27 tháng 12 năm 1966 tại Zduńska Wola) là một diễn viên điện ảnh, diễn viên truyền hình và diễn viên sân khấu người Ba Lan.

## Tiểu sử
Năm 1992, Rafał Królikowski tốt nghiệp Học viện nghệ thuật sân khấu quốc gia Aleksander Zelwerowicz ở Warsaw.
Nhờ vai diễn đầu tiên trên màn ảnh trong phim Pierścionek z orłem w koronie (The Crowned-Eagle Ring) (1992) của đạo diễn Andrzej Wajda,  Rafał Królikowski được trao Giải thưởng Zbigniew Cybulski ở hạng mục Nam diễn viên trẻ xuất sắc nhất.
Rafał Królikowski còn tham gia diễn xuất trên sân khấu của các nhà hát như Nhà hát Zygmunt Hubner, Nhà hát Ba Lan và Thính phòng opera Warsaw.

## Đời tư
Năm 1995, Rafał Królikowski kết hôn với Dorota Mirska. Cặp đôi có hai người con trai tên là Piotr (sinh năm 1998) và Michał (sinh năm 2002).

## Thành tích nghệ thuật
- 1992: Pierścionek z orłem w koronie trong vai Marcin và Andrzej
- 1993: 20 lat później trong vai Wolf Hauser (Karl Klepacz)
- 1993: Pożegnanie z Marią trong vai Skrzypek
- 1994: Legenda Tatr trong vai Andrzej
- 1995: Dzieje mistrza Twardowskiego trong vai Balan devil
- 1997: Klan trong vai Janusz Sowiński (cameo)
- 1997: Przystań trong vai Jan
- 1998: Syzyfowe prace trong vai Albert (tập 3)
- 1999: Miodowe lata trong vai Người chủ (tập 18)
- 1999: Palce lizać trong vai Rysio Wiatr
- 2000: Syzyfowe prace trong vai Albert
- 2000: Na dobre i na złe trong vai Tadeusz Świderski, cha của Michał (tập 38)
- 2001: Przeprowadzki trong vai Franciszek Flatau (tập 9)
- 2001: Garderoba damska trong vai Wiesiek (tập 9)
- 2001: The Hexer trong vai Vua Niedamir
- 2001-2002: M jak miłość trong vai Konrad Badecki
- 2003: Superprodukcja trong vai Yanek Drzazga
- 2002: The Revenge trong vai Wacław
- 2002: The Hexer trong vai Vua Niedamir (tập 4)
- 2003: Ciało trong vai Wolter
- 2003: Psie serce trong vai Tomek, bạn trai của Anna (tập 10)
- 2004: Trzeci trong vai Nhân viên của Toyota
- 2004: Talki z resztą trong vai Kazik
- 2004: Nigdy w życiu! trong vai Tổng biên tập
- 2005-2006: Tango z aniołem trong vai Mikołaj Brzozowski
- 2005-2008: Egzamin z życia trong vai Radek Drawski
- 2006-2007: Pogoda na piątek trong vai Artur Kaliski
- 2007: Ryś trong vai Garnitur
- 2007-2008: Niania trong vai anh của Maks
- 2008: Hotel pod żyrafą i nosorożcem trong vai Miłobędzki, cha của Ola
- 2008: Lejdis trong vai Tomek
- 2008: Teraz albo nigdy! trong vai Michał
- 2008: Kochaj i tańcz trong vai  Nhà báo
- 2010-2013: Hotel 52 trong vai Michał Horwat
- 2011: Usta usta trong vai Marek
- 2012: Prawo Agaty trong vai Marcin Kos (tập 17)
- 2012: Być jak Kazimierz Deyna trong vai Tổng biên tập
- 2013: Komisarz Alex trong vai Giáo sư Marek Antoniewicz (tập 39)
- 2013: Podejrzani zakochani trong vai Stanisław Tarkowski vel Alex Braun và Oleg Kaługin
- 2014: Sama słodycz trong vai Dziubek (tập 3 và 13)
- 2014: Czas honoru. Powstanie trong vai Ernst von Hackel, Obergruppenführer Waffen-SS
- 2014: O mnie się nie martw trong vai Artur Ostrowski (tập 7-9)
- 2015: Ojciec Mateusz trong vai Giáo sư Bartosz Feldrecht (tập 174)
- 2016: Druga szansa trong vai Jakub Zeit
- 2017: Marszałek trong vai Bolesław Wieniawa-Długoszowski
- 2019: Kurier trong vai  Tướng Stanisław Tatar